# Leiosaurus catamarcensis
Espèce
Synonymes
- Aperopristis catamarcensis (Koslowsky, 1898)

Statut de conservation UICN

 LC  : Préoccupation mineure
Leiosaurus catamarcensis est une espèce de sauriens de la famille des Leiosauridae.

## Répartition
Cette espèce est endémique d'Argentine. Elle se rencontre dans les provinces de San Juan, de La Rioja, de Mendoza et de Catamarca.

## Description
Cette espèce est ovipare et vit dans les forêts et garrigues d'Argentine.

## Étymologie
Son nom d'espèce, composé de catamarc et du suffixe latin -ensis, « qui vit dans, qui habite », lui a été donné en référence au lieu de sa découverte, la province de Catamarca.

## Publication originale
- Koslowsky, 1898 : Enumeración sistemática y distribución geográfica de los reptiles argentinos. Revista del Museo de La Plata, vol. 8, p. 161–200 (texte intégral).